# Xã Conklin, Quận Stutsman, Bắc Dakota
Xã Conklin (tiếng Anh: Conklin Township) là một xã thuộc quận Stutsman, tiểu bang Bắc Dakota, Hoa Kỳ. Năm 2010, dân số của xã này là 12 người.